# Могилів-Подільський округ
Могилів-Подільський округ (рос. Могилев-Подольский округ) — адміністративна одиниця СРСР. Існувала у 1935–1937 роках в складі Вінницької області УСРР. Центр — місто Могилів-Подільський.

## Історія
Могилів-Подільський округ був створений відповідно до постанов ЦВК СРСР від 1 квітня 1935 року «Про утворення в УСРР шести округів» і ВУЦВК від 4 травня 1935 року «Про утворення округів на території Київської і Вінницької областей» (затверджена постановою третьої сесії ВУЦВК XIII скликання від 12 лютого 1936 року «Про затвердження постанов, ухвалених Президією ЦВК УСРР у період між VI сесією ЦВК XII скликання і III сесією ЦВК XIII скликання»).

До його складу ввійшли 6 районів:
1. Копайгородський район (центр — село Копайгород)
2. Могилів-Подільський район (місто Могилів-Подільський)
3. Мурованокуриловецький район (село Муровані Курилівці)
4. Чернівецький район (село Чернівці)
5. Ямпільський район (місто Ямпіль)
6. Яришівський район (село Яришів)

Згідно зі статтею V постанови ЦВК СРСР від 22 вересня 1937 року «Про поділ Харківської області на Харківську і Полтавську, Київської — на Київську і Житомирську, Вінницької — на Вінницьку і Кам'янець-Подільську та Одеської на Одеську і Миколаївську області» округи у Вінницькій і Київській областях (у тому числі Могилів-Подільський) були ліквідовані. Територія округу ввійшла до Вінницької області.

## Керівники округи

### Перші секретарі окружного комітетуКП(б)У
- Кулішов М. С. (1935—1936)
- Горений (Горяний) Степан Артемович (1937)

### Голови окружного виконавчого комітету
- Козіс Микола Леонтійович (1935—1937)